# Lingue tai
Le lingue tai o lingue thai (thailandese: ภาษาไต, traslitterazione: p̣hās̛̄ātay) sono un sottogruppo delle lingue tai-kadai parlato nel Sud-est asiatico.

## Distribuzione geografica
Le lingue tai includono le lingue tai-kadai più ampiamente diffuse, compreso il thailandese standard, lingua nazionale della Thailandia, il laotiano, lingua nazionale del Laos, la lingua shan della Birmania del nordest e lo zhuang, un'importante lingua della provincia cinese meridionale del Guangxi.

## Classificazione
- Lingue tai settentrionali
  - Saek (Laos) [codice ISO 639-3 skb][2]
  - Zhuang settentrionale (Cina)
  - Bouyei (Buyi) (Cina) [pcc]
  - Tai mène(Laos) [tmp]
  - E (Cina) [eee]
- Lingue tai centrali
  - Zhuang meridionale (Cina)
  - Man cao lan (Vietnam) [mlc]
  - Nung (Vietnam) [nut]
  - Tày (Tho) (Vietnam) [tyz]
  - Ts'ün-lao (Vietnam) [tsl]
  - Nhang (Vietnam)
- Lingue tai meridionali (32)
  - Tai ya (Cina) [cuu]
  - Pu ko (Laos) [puk]
  - Pa di (Cina) [pdi]
  - Tai thanh (Vietnam) [tmm]
  - Tày sa pa (Vietnam) [tys]
  - Tai long (Laos) [thi]
  - Tai hongjin (Cina) [tiz]
  - Turung (India) [try]
  - Yong (Thailandia) [yno]
  - Thai meridionale (Pak thai) (Thailandia) [sou]
  - Tai centro-orientali (10)
    - Chiang Saen (10)
      - Tai dam (Vietnam) [blt]
      - Thai settentrionale (lanna, tai yuan) (Thailandia, Laos) [nod]
      - Phuan (Thailandia) [phu]
      - Thai song (Thailandia) [soa]
      - Thai (Thailandia) [tha]
      - Tai hang tong (Vietnam) [thc]
      - Tai dón (Vietnam) [twh]
      - Tai daeng (Vietnam) [tyr]
      - Tay tac (Vietnam) [tyt]
      - Thu lao (Vietnam) [tyl]

    - Lao-phutai (4)
      - Lao (Laos) [lao]
      - Nyaw (Thailandia) [nyw]
      - Phu thai (Thailandia) [pht]
      - Isan (thai nord-orientale) (Thailandia, Laos) [tts]

    - Tai nord-occidentali (9)
      - Ahom (Assam - estinto. L'assamese moderno è indo-europeo.) [aho]
      - Aiton (Assam)	[aio]
      - Lü (Lue, tai lue) (Cina, Vietnam, Thailandia, Laos, Birmania) [khb]
      - Khamti (Assam, Birmania) [kht]
      - Khün (Birmania) [kkh]
      - Khamyang (Assam) [ksu]
      - Phake (Assam) [phk]
      - Shan (Birmania) [shn]
      - Tai nüa (Cina, Vietnam, Thailandia, Laos). [tdd]

## Storia
Citando il fatto che sia i popoli zhuang che quelli thai hanno lo stesso esonimo per il vietnamita, kɛɛuA1, Jerold Edmondson, docente dell'università del Texas, ha ipotizzato che la separazione tra lo zhuang (una lingua tai centrale) e le lingue tai sud-orientali sia avvenuta non prima della fondazione di Jiaozhi (交址) in Vietnam nel 112 a.C. ma non più tardi del V - VI secolo.

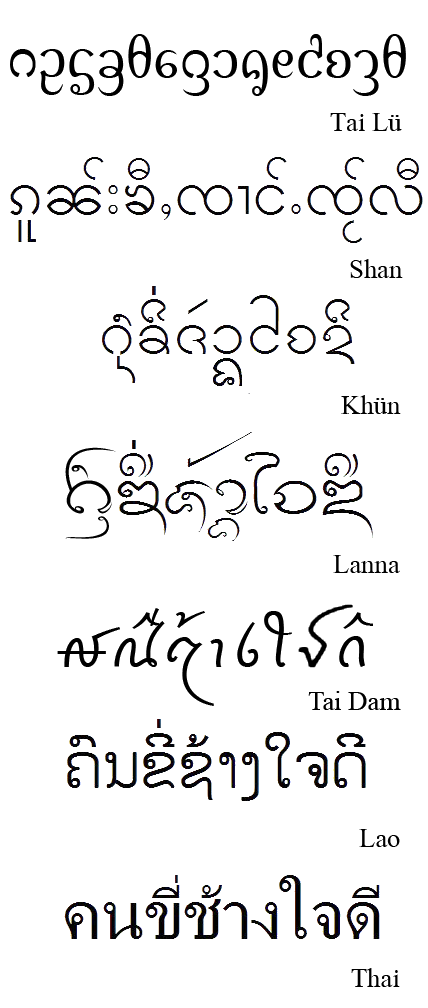
Alfabeti tai

## Morfologia

### Pronomi
|    |           | Proto-tai | Alfabeto thai |
| 1ª | singolare | *ku       | กู             |
| 1ª | duale     | *ra       | รา            |
| 1ª | plurale   | *rau, *tu | เรา, ตู        |
| 2ª | singolare | *mɯŋ      | มึง            |
| 2ª | plurale   | *su       | สู             |
| 3ª | singolare | *man      | มัน            |
| 3ª | plurale   | *khau     | เขา           |

## Confronto
| Italiano | Proto-tai sud-occidentale | Thailandese | Laotiano  | Lanna      | Isan       | Shan             | Tai lü     | Zhuang  |
| -------- | ------------------------- | ----------- | --------- | ---------- | ---------- | ---------------- | ---------- | ------- |
| aria     | *lom                      | /lom/       | /lóm/     | /lom/      | /lom/      | /lom4/           | /lom/      | /ɣum˧˩/ |
| città    | *mɯaŋ                     | /mɯaŋ/      | /mɯaŋ/    | /mɯaŋ/     | /mɯaŋ/     | /mɤŋ4/           | /mœŋ/      | /mɯŋ6/  |
| terra    | *?din                     | /din/       | /din/     | /din/      | /din/      | /lǐn1/           | /din/      | /dei6/  |
| fuoco    | *vai/aɯ                   | /fai/       | /fái/     | /fai/      | /fai/      | /pʰaj4/ o /fai4/ | /fai/      | /fei2/  |
| cuore    | *čai/aɯ                   | /hŭa tɕai/  | /hǔa cài/ | /hua tɕai/ | /hua tɕai/ | /ho1 tsaɯ1/      | /hua tɕai/ | /sim/   |
| amore    | *rak                      | /rák/       | /hāk/     | /hag/      | /hag/      | /hak5/           | /hag/      | /gyai2/ |
| acqua    | *naam                     | /náːm/      | /nȃm/     | /nam/      | /nam/      | /nam5/           | /nam/      | /ɣaem4/ |